# SMS Erzherzog Friedrich
SMS Erzherzog Friedrich byla bitevní loď typu predreadnought třídy Erzherzog Karl postavená pro rakousko-uherské námořnictvo (K.u.K. Kriegsmarine). Na vodu byla spuštěna 30. dubna 1904. Byla přidělena k III. bitevní divizi.
Po většinu první světové války zůstával Erzherzog Friedrich ve svém domovském přístavu v Pule v dnešním Chorvatsku, kromě čtyř rozkazů. V roce 1914 byl součástí rakousko-uherské floty vyslané na ochranu úniku německých lodí SMS Goeben a SMS Breslau ze Středomoří, které ovládali Britové. Doplul až k Brindisi, než byl odvolán zpět do domovského přístavu. K jedinému bojovému nasazení došlo koncem května 1915, kdy s dalšími loděmi ostřeloval italské přístavní město Ancona. Podílel se i na potlačení velké vzpoury mezi členy posádek několika obrněných křižníků v Kotoru mezi 1. a 3. únorem 1918. Také měl prorazit blokádu Otrantského průlivu v červnu téhož roku, ale musel ustoupit, když byl potopen dreadnought SMS Szent István. Po prohrané válce byl Erzherzog Friedrich v roce 1920 získán Francouzi a roku 1921 byl sešrotován.